# پناهگاه حیات وحش عباس‌آباد
پناهگاه حیات وحش عباس‌آباد یک پناهگاه حیات وحش با مساحت ۳۰۴۴۵۹ هکتار است که در استان اصفهان در ایران قرار دارد. این پناهگاه حیات وحش طبق مصوبهٔ شمارهٔ ۶۲۲ در تاریخ ۹۹/۱۱/۰۶ در فهرست مناطق تحت حفاظت سازمان محیط زیست ایران قرار گرفت.
این منطقه یکی از مهم‌ترین زیستگاه‌های یوزپلنگ و از زیستگاه‌های منتخب پروژه حفاظت از یوزپلنگ آسیایی است. علاوه بر یوزپلنگ آسیایی جمعیت‌های قابل توجهی از گونه‌های کمیاب و در خطر انقراض کشور از جمله گربه شنی، شاه‌روباه، هوبره، جبیر، زاغ بور و بحری در آن زیست می‌کنند. این منطقه در غرب پارک ملی سیاه‌کوه در استان یزد که از دیگر زیستگاه‌های مهم یوزپلنگ آسیایی است، قرار گرفته است.
از دیگر ویژگی‌های منطقه عباس‌آباد شامل کوهستان‌های ییلاقی در کویر، ذخیره‌گاه سم‌دارانی همچون قوچ و میش و کل و بز و پل ارتباط زیستگاه‌های فعلی و منتخب یوزپلنگ می‌باشد. این منطقه تیپ‌های زیستگاهی مختلفی همچون ارتفاعات و کوه‌ها، نواحی کوهستانی کاملاً صخره‌ای، دشت‌های مسطح و مراتع، غارها و اراضی شنی را دربر گرفته است.
پناهگاه حیات وحش عباس‌آباد نایین با دارا بودن حداقل پنج گربه‌سان از هشت گربه‌سان فعلی در ایران، یکی از مهم‌ترین زیست‌بوم‌های خانواده گربه‌سانان در ایران و جهان محسوب می‌شود.
پلنگ ایرانی، یوزپلنگ ایرانی، کاراکال، گربه شنی و گربه وحشی هم اینک در نقاط مختلف این پناهگاه وجود دارد.
احتمال حضور گربه پالاس نیز در پناهگاه عباس‌آباد وجود دارد.
کل و بز، قوچ و میش، آهو و جبیر از جمله طعمه‌های یوزپلنگ در منطقه عباس‌آباد چوپانان محسوب می‌شوند که به منظور کمک به حفظ یوزپلنگ‌ها و ادامه بقای آنها، شکار آنها در این زیستگاه یوزپلنگ ایرانی ممنوع اعلام شده است. منطقه عباس‌آباد از گذشته‌های دور به عنوان یکی از ذخایر حیات وحش استان اصفهان مطرح بوده و بیشترین درصد تقاضای شکار چهارپایان در استان اصفهان را دارا بوده است.